# Battaglia di Sezawa
La battaglia di Sezawa fu una delle numerose battaglie combattute da Takeda Shingen nel suo tentativo di prendere il controllo della provincia di Shinano durante il periodo Sengoku.

Fu affrontato senza successo da una forza combinata di Ogasawara Nagatoki, Suwa Yorishige, Murakami Yoshikiyo, and Kiso Yoshiyasu.
Raccolsero una forza di 12 000 soldati ma Shingen li sconfisse tutti con soli 3 000 uomini.